# アイドルレスラー
アイドルレスラーとは、アイドル的な芸能活動を行う女子プロレスラー。また単に容姿の美しさやスター性などから総称される場合もある。
アメリカのプロレス団体「WWE」では、総称して「ディーヴァ（女神）」と呼ばれている。

## 概要
1974年に女子プロレスデビューしたマッハ文朱が先駆けとされる。元々マッハはアイドル歌手志望だったが、オーディション番組で落選しプロレス入りした。そのアイドル性から歌手としてレコードも発売するなどしてそれまでの女子プロレスの風景を大きく変え、短い活動期間ながら団体の隆盛に大きく貢献した。
1976年にジャッキー佐藤とマキ上田により結成されたビューティ・ペアは「歌って戦うアイドルコンビ」の元祖として人気を博して女子プロレスのブームを呼び、同年発売のシングル『かけめぐる青春』は大ヒット曲となった。
1978年にアイドル歌手からプロレスへ転向したミミ萩原は人気を獲得し「アイドルレスラー」と呼ばれ、以降は写真集やレコード発売などアイドルと重なる芸能活動を行う選手が誕生した。
1984年8月に長与千種とライオネス飛鳥により結成されたクラッシュギャルズは『炎の聖書』などのレコードをリリースし、ビューティ・ペア以来のブームを作り出し、この頃から女子プロレスラーもアイドル路線へと進むようになった。
同年に立野記代と山崎五紀により結成されたジャンピング・ボム・エンジェルス（JBエンジェルス、結成時はフレッシュ・コンビ）は美女コンビとしてポストクラッシュの座を確立し、日本のみならずアメリカのWWFでも活躍を見せた。
1986年に旗揚げされたジャパン女子プロレスはおニャン子クラブをプロデュースしていた秋元康をアドバイザーに迎えて「プロレス版おニャン子クラブ」をコンセプトにキューティー鈴木 らのアイドルレスラーを多くデビューさせた。
1988年にデビューした井上貴子はおニャン子クラブオーディションで2次審査まで進んだ経歴を持ち、デビューしてすぐアイドル的人気が爆発して写真集やCDなど芸能活動も積極的に行っていたことから、彼女を「元祖アイドルレスラー」とする声もある。
2010年代からのグループアイドルブームを受け、アイドルグループを卒業しプロレスに転向した選手、アイドルグループに在籍しながらプロレスラーとしても活動する選手など、アイドル業界側からのアプローチも増えている。

## 1980年代以降
1980年代以降の主なアイドルレスラーとデビュー年の一覧。

### 1980年代
- JBエンジェルス（立野記代、山崎五紀） - 1981年
- 小倉由美 - 1983年
- オペロン同盟（永友香奈子、小松美加） - 1983年
- 加藤悦子 - 1984年
- 永堀一恵 - 1984年
- みなみ鈴香[注釈 1] - 1985年
- 西脇充子 - 1985年
- 岡林理恵 - 1985年
- 工藤めぐみ - 1986年
- 風間ルミ - 1986年
- 尾崎魔弓 - 1986年
- キューティー鈴木 - 1986年
- ハニー・ウイングス（高橋美華、前田薫） - 1986年
- 豊田真奈美 - 1987年
- ラス・カチョーラス・オリエンタレス（三田英津子、下田美馬） - 1987年
- エデン馬渕 - 1987年
- 井上貴子 - 1988年
- 長谷川咲恵 - 1989年
- 福岡晶 - 1989年
- 穂積詩子 - 1989年

### 1990年代
- 白鳥智香子 - 1991年
- 大向美智子 - 1992年
- キャンディー奥津 - 1992年
- 府川唯未 - 1993年
- 中山香里 - 1994年
- 矢樹広弓 - 1994年
- 納見佳容[注釈 2] - 1995年
- 最上眞理 - 1995年
- 日向あずみ - 1995年
- 美咲華菜 - 1995年
- 阿部幸江 - 1996年
- 小杉夕子 - 1996年
- 広田さくら - 1996年
- 浜田文子 - 1997年
- 千春 - 1997年
- 仲村由佳 - 1998年
- 藤田愛 - 1999年
- Hikaru - 1999年

### 2000年代
- 西尾美香[注釈 3] - 2000年
- 山縣優 - 2000年
- 前田美幸 - 2001年
- お船chan[注釈 4] - 2002年
- ハイビスカスみぃ - 2002年
- フランソワーズ☆[注釈 5] - 2002年
- えだなおみ[注釈 6] - 2002年
- 竹迫望美 - 2003年
- MICKEY☆ゆか - 2004年
- ASUKA[注釈 7] - 2004年
- チェリー - 2004年
- バンビ - 2004年
- 羽柴まゆみ[注釈 6] - 2004年
- 春日萌花[6] - 2005年
- 希月あおい - 2005年
- 栗原あゆみ[7] - 2005年
- 中川ともか - 2005年
- 優菜 - 2005年
- 浦井百合 - 2006年
- 奥田朱理 - 2006年
- 野崎渚 - 2006年
- 真琴[8] - 2006年
- 里歩 - 2006年
- みなみ飛香[注釈 8] - 2006年
- 大畠美咲[9] - 2006年
- 松本浩代 - 2006年
- 中島安里紗 - 2006年
- 中森華子 - 2006年
- 安藤あいか[注釈 9] - 2007年
- 紫雷姉妹（紫雷美央、紫雷イオ）[注釈 10] - 2007年
- 雫有希 - 2007年
- キラ☆アン - 2007年
- 長野美香 - 2007年
- 朱里[注釈 11] - 2008年
- マッスルビーナス（志田光、藤本つかさ、松本都） - 2008年
- 石橋葵 - 2009年
- masu-me[10] - 2009年

アストレス
- 桜花由美 - 2001年
- 石川美津穂 - 2001年
- 東城えみ - 2001年
- 秋山恵[注釈 12] - 2003年
- 川崎亜沙美 - 2003年
- 風香[11] - 2004年

### 2010年代
- つくし - 2010年
- 成宮真希 - 2011年
- Sareee - 2011年
- 勝愛実 - 2011年
- HARUKAZE - 2011年
- 夕陽 - 2012年
- 世羅りさ - 2012年
- 横尾由衣 - 2012年
- ブリバト（SAKI、瑞希）[注釈 13] - 2012年
- 赤井沙希[注釈 14] - 2013年
- 弓李 - 2013年
- 夏すみれ - 2013年
- 日向小陽 - 2013年
- 優華 - 2013年
- あきば栞 - 2014年
- 雪妃真矢 - 2014年
- 美月 - 2014年
- 小波 - 2015年
- 岩田美香 - 2015年
- 木村花 - 2016年
- 才木玲佳 - 2016年
- 凛 - 2016年
- 桃野美桜 - 2016年
- ジュリア - 2017年
- NØRI - 2017年
- 朝陽 - 2017年
- トトロさつき - 2017年
- 星いぶき - 2017年
- 杏ちゃむ - 2018年
- 鈴季すず - 2018年
- 駿河メイ - 2018年
- 水森由菜 - 2018年
- 星来芽依 - 2018年
- Maria - 2018年
- 花園桃花 - 2018年
- 梅咲遥 - 2019年
- 舞華 - 2019年
- 稲葉ともか - 2019年

東京女子プロレス
- えーりん - 2012年
- KANNA - 2013年
- 木場千景 - 2013年
- 山下実優 - 2013年
- 高田あゆみ - 2013年
- 坂崎ユカ - 2013年
- 辰巳リカ - 2014年
- 小橋マリカ - 2014年
- 伊藤麻希 - 2016年
- 上福ゆき - 2017年
- アップアップガールズ（プロレス）（らく、渡辺未詩、乃蒼ヒカリ、ぴぴぴぴぴなの） - 2018年
- 白川未奈[注釈 15]- 2018年
- 愛野ユキ - 2018年
- 猫はるな - 2018年
- 原宿ぽむ - 2018年
- 桐生真弥 - 2019年
- MIRAI - 2019年
- 鈴芽 - 2019年
- ウナギ・サヤカ[注釈 15] - 2019年

スターダム
- 愛川ゆず季[7][注釈 16] - 2010年
- 美闘陽子[注釈 17] - 2011年
- 星輝ありさ - 2011年
- 岩谷麻優 - 2011年
- 鹿島沙希 - 2011年
- KAIRI - 2012年
- 翔月なつみ - 2012年
- 吉乃すみれ - 2013年
- AZM - 2013年
- まなせゆうな[注釈 16][注釈 15]  - 2014年
- 渡辺桃 - 2014年
- 葉月 - 2014年
- スターライト・キッド - 2015年
- 美邑弘海 - 2015年
- 羽南 - 2017年
- 吏南 - 2018年
- 妃南 - 2018年
- 山口菜緒[注釈 18] - 2018年
- 上谷沙弥[注釈 19] - 2019年
- 星野唯月 - 2019年

アクトレスガールズ
- 安納サオリ - 2015年
- 尾崎妹加 - 2015年
- 角田奈穂 - 2015年
- 播磨佑紀 - 2015年
- 本間多恵 - 2015年
- なつぽい - 2015年
- 中野たむ - 2016年
- 青野未来 - 2017年
- ひめか - 2017年
- 金城真央 - 2017年
- 清水ひかり - 2017年
- 関口翔 - 2017年
- 高瀬みゆき　- 2017年
- 櫻井裕子 - 2018年
- 入江彩乃 - 2018年
- 谷もも - 2018年
- 林亜佑美 - 2018年
- 未依 - 2018年
- 川畑梨瑚 - 2018年
- 松井珠紗 - 2018年
- 網倉理奈 - 2018年
- 向後桃 - 2019年
- 細川ゆかり - 2019年
- 長谷川美子 - 2019年

### 2020年代
- 石川奈青 - 2020年
- 柳川澄樺 - 2020年
- 神姫楽ミサ - 2020年
- 真白優希 - 2020年
- YuuRI - 2020年
- 咲蘭 - 2021年
- しのせ愛梨紗 - 2021年
- 松下楓歩 - 2021年
- ちゃんよた - 2021年
- 美蘭 - 2022年
- 芦田美歩 - 2023年
- 田中きずな[注釈 20] - 2023年
- 稲葉あずさ - 2023年
- 花屋ユウ - 2023年
- 古川奈苗 - 2023年
- Chi Chi - 2023年
- YUNA - 2023年
- 勇気みなみ - 2023年
- 南小桃 - 2024年
- 咲村良子 - 2024年
- 橘渚 - 2024年
- 山岡聖怜 - 2025年

東京女子プロレス
- 宮本もか - 2020年
- 荒井優希[注釈 21] - 2021年
- 長野じゅりあ - 2022年
- 上原わかな - 2023年
- HIMAWARI - 2023年
- 大久保琉那 - 2023年
- 鈴木志乃 - 2023年
- 凍雅 - 2023年
- 風城ハル - 2023年
- 七瀬千花 - 2024年
- 高見汐珠 - 2024年

スターダム
- 天咲光由 - 2022年
- さくらあや - 2023年
- ビクトリア弓月 - 2023年
- 玖麗さやか - 2023年
- 姫ゆりあ - 2025年
- 金屋あんね - 2025年

アクトレスガールズ
- 桜井麻衣 - 2020年
- 月山和香 - 2020年
- 壮麗亜美 - 2020年
- 虎龍清花 - 2021年
- 天麗皇希 - 2024年
- 後藤智香 - 2024年
- 山田奈保 - 2024年
- 叶ミク - 2024年

## アイドルレスラーを扱った作品
- 仁侠姫レイラ
- 遙かなるリング
- ブリザードYuki
- マッスルガール!
- マッスルビーナス
- ここが噂のエル・パラシオ
- 世界でいちばん強くなりたい!